# Перемога (Херсонская область)
Перемога (укр. Перемога) — село в Новотроицкой поселковой общине Генического района Херсонской области Украины.
Население по переписи 2001 года составляло 156 человек. Почтовый индекс — 75334. Телефонный код — 5548. Код КОАТУУ — 6524481802.